# Жорже Мендеш
Жо́рже Па́улу Агоштінью Ме́ндеш (порт. Jorge Paulo Agostinho Mendes; нар. 7 січня 1966, Лісабон) — португальський футбольний агент, засновник і голова компанії GestiFute, однієї з найбільших футбольних агенцій. За понад 25 років роботи він уклав ряд найгучніших трансферів сучасності, представляв топ-клієнтів (зокрема Кріштіану Роналду та Жозе Моурінью), а також неодноразово опинявся в центрі суперечок. Мендеш відомий здатністю формувати «ланцюгові» трансфери, де кілька клієнтів переходять у різні клуби в рамках єдиного переговорного процесу і багаторазово визнавався «супер-агентом» року та входить до числа найвпливовіших фігур світового футболу. 

## Біографія
Ранні роки та становлення
Жорже Мендеш народився 7 січня 1966 року в робітничому передмісті Лісабона, з дитинства захоплювався футболом, однак змушений був відмовитися від кар'єри гравця через травму коліна. У ранньому дорослому віці Мендеш працював у невеликих відеопрокатах і нічних клубах, що надало йому навички переговорів і доступ до ділових контактів.
У 1996 році Мендеш зареєструвався як агент при Федерації футболу Португалії та створив власну компанію GestiFute, що спеціалізується на представництві інтересів футболістів і тренерів. Першим помітним трансфером Мендеша став перехід воротаря Нуну Ешпіріту Санту з «Віторії» (Гімарайнш) до «Депортіво» (Ла-Корунья) у 1996 році.
У 2002 році він організував перехід півзахисника Угу Віани зі «Спортінга» до «Ньюкасл Юнайтед» за приблизно €12 млн, провівши свій перший великий міжнародний трансфер. До 2007 року GestiFute організувало зокрема трансфери таких гравців, як Пепе (до «Реалу» за €30 млн), Сімау (до «Атлетіко» за €20 млн) та Нані і Андерсона «Манчестер Юнайтед» (сукупно £46 млн), але найвідоміший трансфер він провів 2003 року, коли Кріштіану Роналду за £12.24 млн перейшов зі «Спортінга» до «Манчестер Юнайтед». У 2009 році повідомлялося, що Мендеш заробив £4 млн на трансфері Кріштіану Роналду з «Манчестер Юнайтед» до «Реалу» за 80 мільйонів фунтів стерлінгів.
У 2004 році Мендеш був посередником тренера Жозе Моурінью у переході з «Порту» до «Челсі», незважаючи на те, що у Моурінью вже був агент. Він також запросив до складу лондонців провідних португальських гравців, і кожен португальський гравець, який пішов до Моурінью до «Челсі», був клієнтом Мендеша, включаючи Рікарду Карвалью, Паулу Феррейру, Тьягу та Маніше. Після відходу Моурінью з «Челсі» у вересні 2007 року, Мендеш керував його переходом до «Інтернаціонале» у 2008 році, зробивши його найбільш високооплачуваним тренером у світі, а потім, у травні 2010 року він брав участь у переході тренера до мадридського «Реала» за чотирирічним контрактом на суму 40 мільйонів фунтів стерлінгів. У 2008 році Мендеш також займався угодою про перехід Луїша Феліпе Сколарі до «Челсі».
За даними The Guardian, влітку 2014 року Мендеш став посередником чотирьох із семи найдорожчих трансферів світу, серед яких перехід Хамеса Родрігеса в «Реал Мадрид», Анхеля Ді Марії до «Манчестер Юнайтед», Дієго Кости до «Челсі» та Ельякіма Мангала у «Манчестер Сіті» за загальну суму в 195 мільйонів фунтів стерлінгів. З цього він отримав орієнтовно £30 млн комісії.
Після купівлі «Вулвергемптон Вондерерз» консорціумом Fosun International у 2016 році, Мендес був призначений агентом клубу. Він активно радив клубу щодо підписання гравців і тактики трансферної політики, надаючи рекомендації щодо призначення тренерів, включаючи Хулена Лопетегі та Вітора Перейру, та беручи участь у трансферах таких гравців, як Рубен Невіш, Рауль Хіменес та Жуан Моутінью.
У січні 2018 році «Суонсі Сіті» залучив його для допомоги в підборі кадрів для новопризначеного головного тренера Карлуша Карвальяла. Раніше, у серпні 2017 року, він привіз до клубу півзахисника Ренату Санчеша на правах оренди з мюнхенської «Баварії».

## Критика
У 2014 році розслідування The Guardian звинуватило Мендеша в порушенні правил ФІФА щодо третьої сторони власності, коли через офшорні компанії в Джерсі та Ірландії отримувались права на гравців, створюючи конфлікт інтересів.
У грудні 2016 року витік документів пов'язав Мендеша з масштабними схемами мінімізації податків через офшори разом із його клієнтами Роналду та Моурінью.
У рамках операції «Fuera de Juego» у березні 2020 року в офісах GestiFute та особистих помешканнях Мендеша провели понад 70 обшуків у справі про можливе відмивання коштів за трансфери, включаючи Радамеля Фалькао, Хамеса Родрігеса та Ікера Касільяса, однак офіційних обвинувачень щодо трансферів не висунули.
У травні 2025 року прокуратура Португалії пред'явила Мендешу та його дружині Сандрі звинувачення у податковому шахрайстві на суму €18 млн у межах тієї ж операції «Fuera de Juego», пов'язавши це з нібито фіктивним переданням капіталу компанії в Нідерланди, щоб уникнути сплати податків. Мендеш спростував обвинувачення, але погодився виплатити €18 млн, наголошуючи на відсутності професійного зв'язку цих коштів із діяльністю GestiFute.

## Нагороди та визнання
- «Агент року» за версією Globe Soccer Awards: 2010, 2011, 2012, 2013, 2014, 2015, 2017, 2018, 2019, 2022, 2023, 2024
- У списку «100 найвпливовіших людей у футболі» від журналу «Forbes»: 2019, 2022[18]

## Особисте життя
Одружений із Сандрою Мендеш, має трьох дітей. Хобі — гольф і колекціонування вінтажних автомобілів.